# Cap Hattersley-Smith

Le cap Hattersley-Smith est un cap situé au sud-est de la péninsule Condor (en), dans la Terre de Palmer en Antarctique.
Elle doit son nom au géologue et glaciologue anglais Geoffrey Hattersley-Smith (1923-2012),.